# Marathon de Marseille
Le Marathon de Marseille était une course pédestre de 42,195 kilomètres organisée dans les rues de la ville française de Marseille.
L'épreuve a lieu pour la première fois en 1984 puis elle se tient annuellement jusqu'en 1991. Après une période de dix-sept années où une seule édition est courue, un marathon est à nouveau organisé tous les ans de 2009 à 2019. En 2014, la société Amaury Sport Organisation devient propriétaire de l'épreuve et l'inclut dans l'évènement « Run in Marseille ».

## Histoire
L'association Massilia Marathon est créée en 1983 par un groupe d'amis afin d'organiser un marathon à Marseille. Le premier marathon de Marseille a lieu le 11 mars 1984. Le parcours traverse la ville du nord au sud, avec un départ et une arrivée au Vieux-Port de Marseille. 2700 marathoniens sont classés lors de cette première édition. L'épreuve 1986 fait guise de championnat de Provence de la discipline et la course 1987 adjuge le titre de champion de France de marathon. Les éditions se tiennent annuellement jusqu'en 1991, toutes organisées par l'association Massilia Marathon.
Suivant un phénomène de mode, le marathon est abandonné en 1991 au profit du semi-marathon. Un seul marathon est disputé en dix-sept ans, en 2003. En 2009, à la demande de la Ville de Marseille, la société Carma Sport et l'association Massilia Marathon font renaître l'épreuve qui se tient sous leur giron durant cinq ans. L'événement, qui intègre également un semi-marathon et un 10 kilomètres sur la même journée, se déroule en mars et rassemble 6 600 coureurs en 2013.
En 2014, ASO, organisateur du Marathon de Paris notamment, rachète la compétition qu'il renomme « Run in Marseille », déclinaison phocéenne du « Run in Lyon », événement sportif qui regroupe trois courses le même jour : marathon, semi-marathon et 10 km. ASO espère attirer 10 000 participants.
La dernière édition du Run in Marseille a eu lieu le 24 mars 2019, l'édition 2020 étant annulée en raison de la pandémie de Covid-19.

## Éditions
| #                        | Date              | Organisateur                    | Catégorie      | Partants   | Arrivants |
| ------------------------ | ----------------- | ------------------------------- | -------------- | ---------- | --------- |
| 01                       | 11 mars 1984      | Massilia Marathon               |                | env. 1 500 | 1 122     |
| 02                       | 1985              | Massilia Marathon               |                |            | 1 340     |
| 03                       | 13 avril 1986     | Massilia Marathon               |                |            |           |
| 04                       | 31 octobre 1987   | Massilia Marathon               |                |            |           |
| 05                       | 1988              | Massilia Marathon               |                |            |           |
| 06                       | 30 avril 1989     | Massilia Marathon               |                |            |           |
| 07                       | 1990              | Massilia Marathon               |                |            |           |
| 08                       | 1991              | Massilia Marathon               |                |            |           |
| 1992–2002 : Non organisé |                   |                                 |                |            |           |
| 09                       | 23 mars 2003      |                                 |                |            | 2 766     |
| 2004–2008 : Non organisé |                   |                                 |                |            |           |
| 10                       | 26 avril 2009     | Carma Sport & Massilia Marathon | Départementale |            | 3 349     |
| 11                       | 18 avril 2010     | Carma Sport & Massilia Marathon | Régionale      |            | 2 017     |
| 12                       | 17 avril 2011     | Carma Sport & Massilia Marathon | Régionale      |            | 1 577     |
| 13                       | 25 mars 2012      | Carma Sport & Massilia Marathon | Nationale      |            | 951       |
| 14                       | 24 mars 2013      | Carma Sport & Massilia Marathon | Régionale      |            | 1 085     |
| 15                       | 14 septembre 2014 | Amaury Sport Organisation (ASO) | Départementale |            | 455       |
| 16                       | 15 mars 2015      | Amaury Sport Organisation (ASO) | Régionale      |            | 474       |
| 17                       | 20 mars 2016      | Amaury Sport Organisation (ASO) | Nationale      |            | 993       |
| 18                       | 19 mars 2017      | Amaury Sport Organisation (ASO) | Nationale      | env. 1 400 | 1 067     |
| 19                       | 18 mars 2018      | Amaury Sport Organisation (ASO) | Nationale      |            | 1 076     |
| 20                       | 24 mars 2019      | Amaury Sport Organisation (ASO) | Nationale      |            | 957       |

## Parcours
- 2015
  - Départ : Les Goudes (Chemin des Goudes)
  - Parcours : Avenue de la Madrague de Montredon - Boulevard Delpin - Promenade du Grand Large - Avenue d'Odessa - Avenue de Montredon - Avenue Pierre-Mendès-France - Avenue Bonneveine - Avenue de Hambourg - Avenue Clot Bey - Avenue Alexandre-Dumas - Avenue de Mazargues - Rue Negresko - Boulevard Michelet - Avenue du Prado - Parc Borély - Avenue du Prado - Avenue Pierre-Mendès-France - Promenade Georges-Pompidou - Corniche du Président-John-Fitzgerald-Kennedy - Rue des Catalans - Boulevard Charles-Livon - Quai de Rive Neuve - Quai des Belges - Canebière - Rue de Rome - Place Castellane - Avenue du Prado - Parc Borély - Avenue du Prado - Avenue Pierre-Mendès-France - Promenade Georges-Pompidou - Corniche du Président-John-Fitzgerald-Kennedy - Rue des Catalans - Boulevard Charles-Livon - Quai de Rive Neuve - Quai des Belges - Quai du Port
  - Arrivée : Hôtel de ville

- 2016
  - Modifications mineures par rapport au parcours 2015

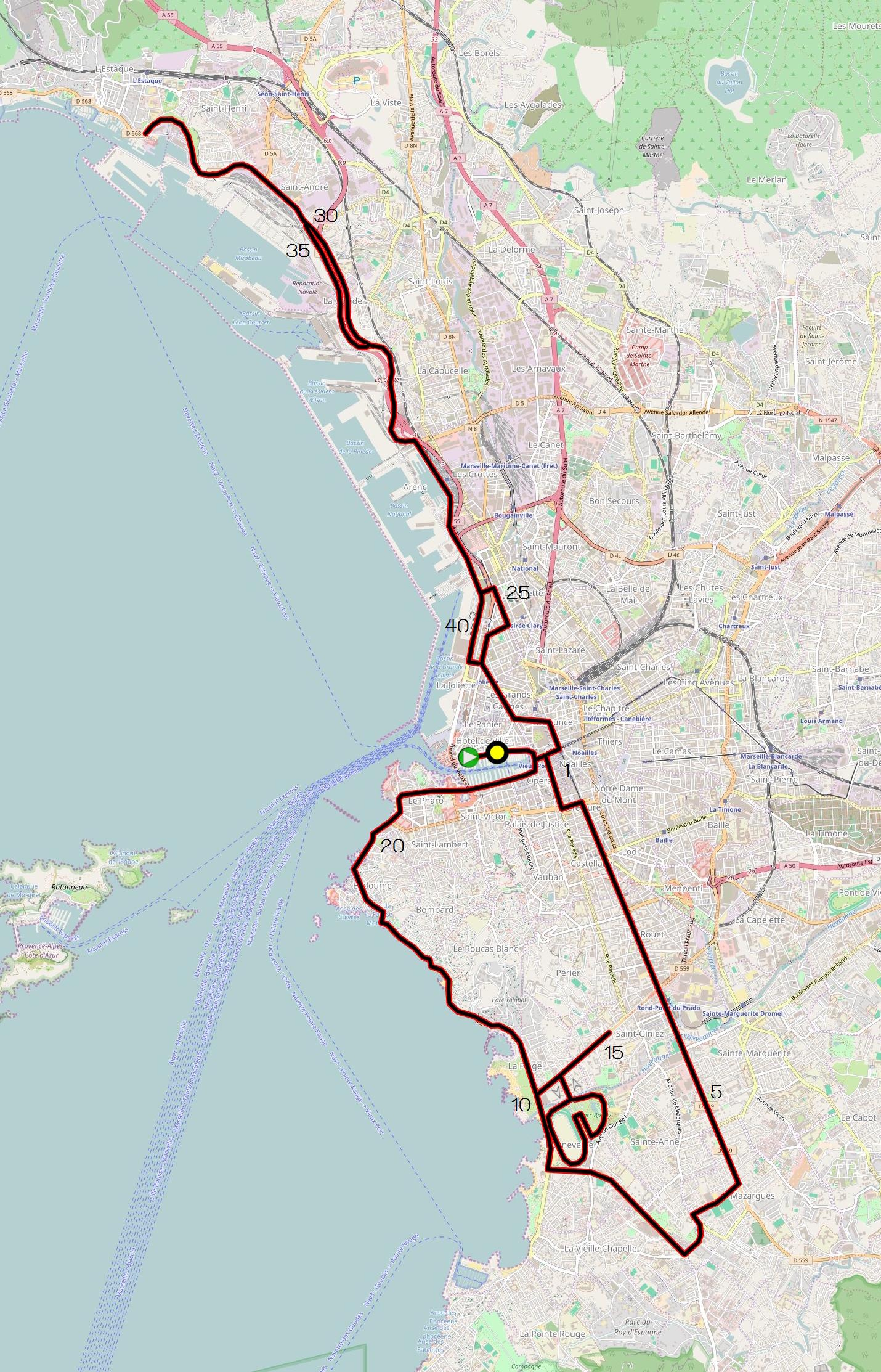
Parcours 2009.
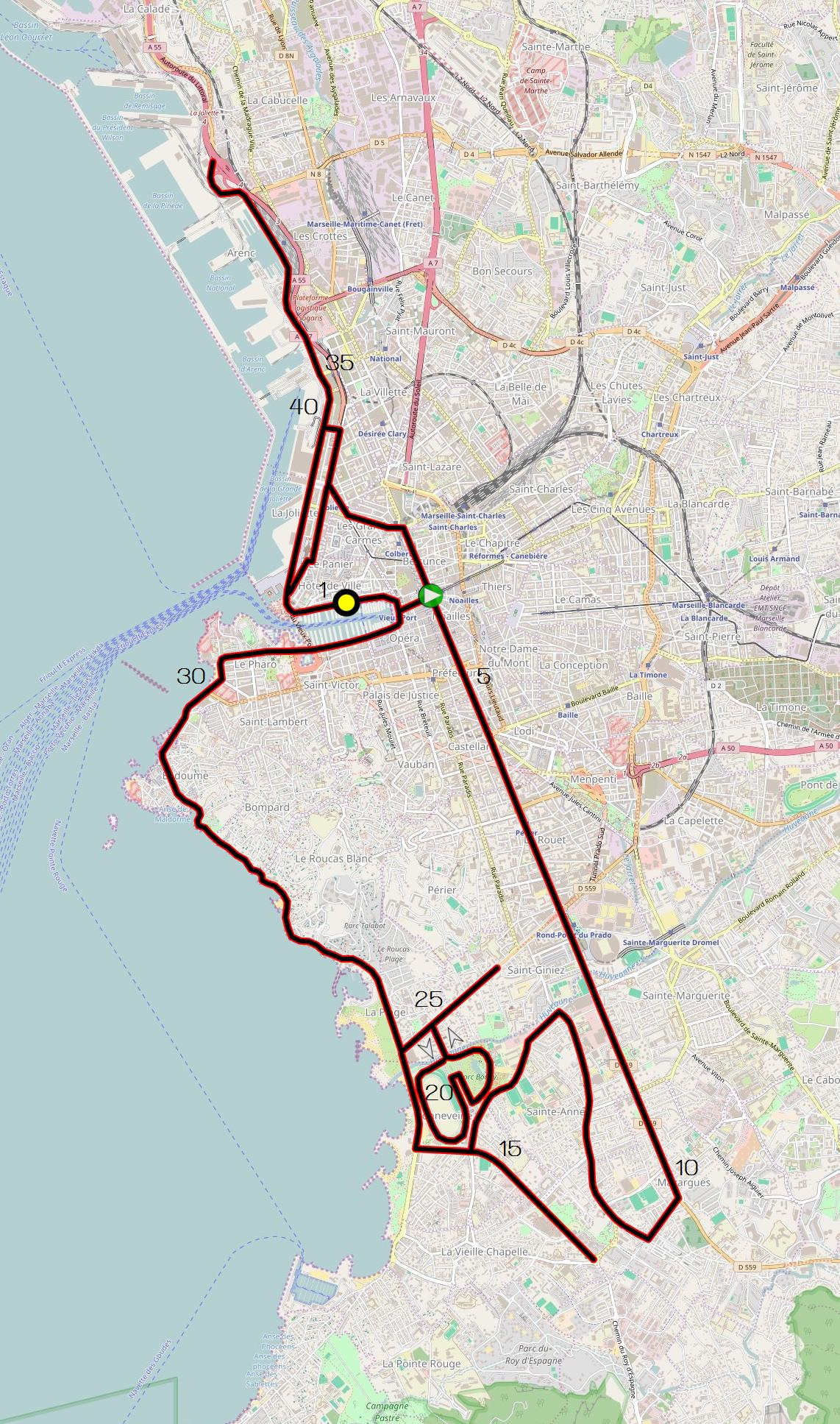
Parcours 2010.
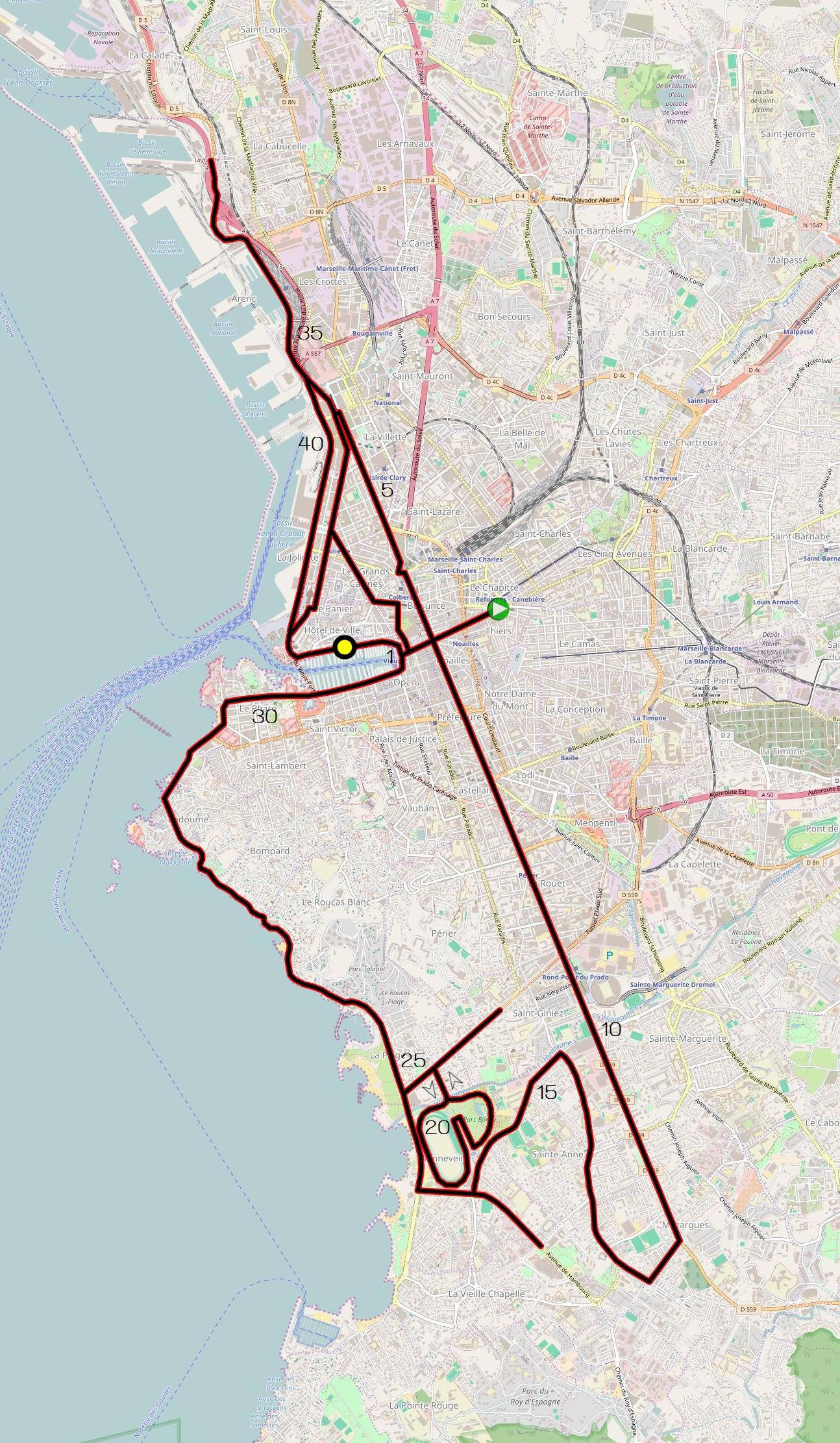
Parcours 2011.
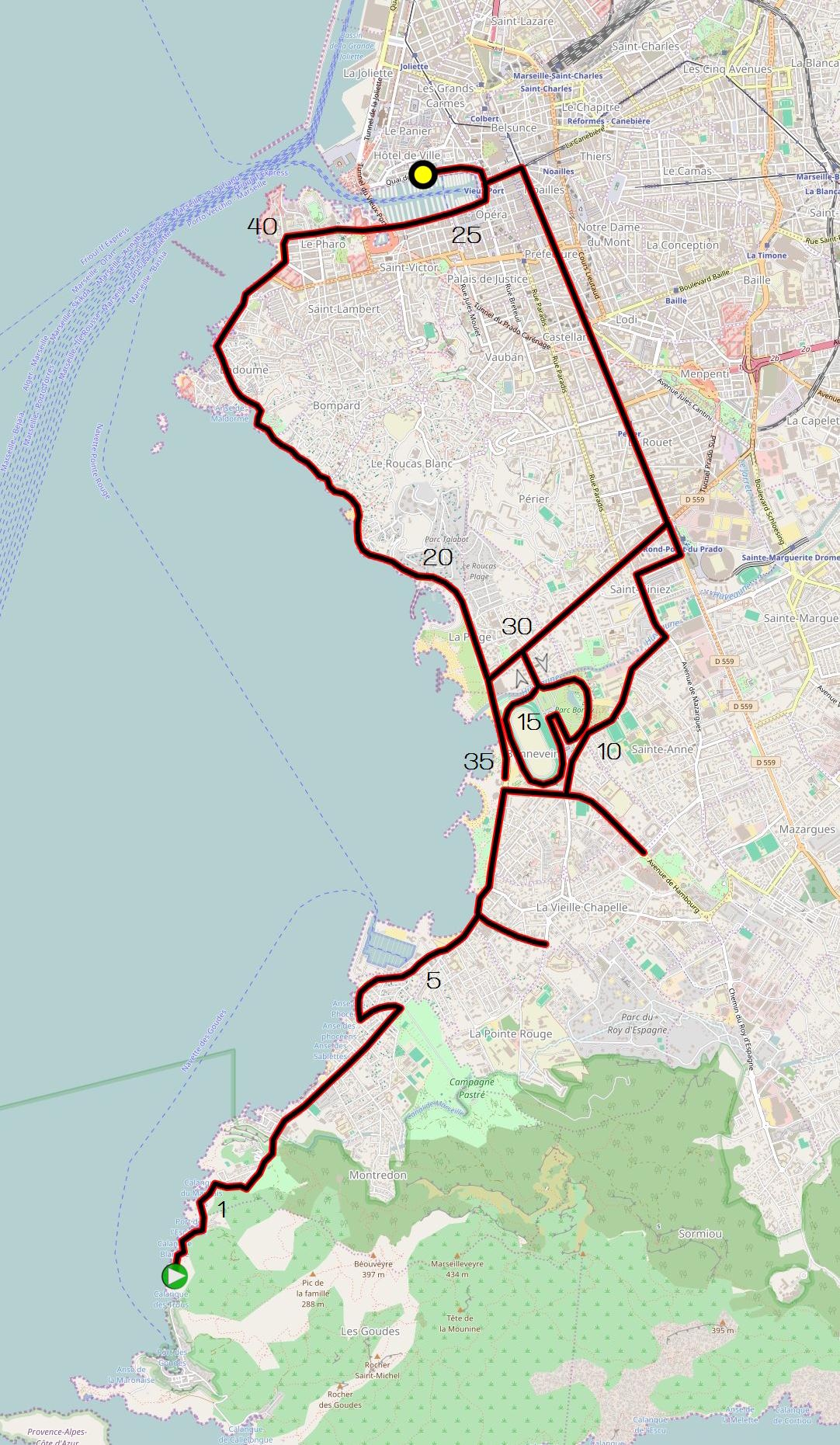
Parcours 2016.

## Palmarès
| Année | Compétition masculine  | Compétition masculine | Compétition masculine | Compétition féminine     | Compétition féminine | Compétition féminine |
| Année | Vainqueur              | Pays                  | Temps                 | Vainqueur                | Pays                 | Temps                |
| ----- | ---------------------- | --------------------- | --------------------- | ------------------------ | -------------------- | -------------------- |
| 1984  | C. Geffray             | ?                     | 2 h 17 min 50 s       | Fabienne Rai             | France               | 3 h 07 min 25 s      |
| 1985  | José Revijn            | Belgique              | 2 h 14 min 22 s       | Jocelyne Villeton        | France               | 2 h 37 min 59 s      |
| 1986  |                        |                       |                       |                          |                      |                      |
| 1987  |                        |                       |                       |                          |                      |                      |
| 1988  |                        |                       |                       |                          |                      |                      |
| 1989  | Mohamed Kamel Selmi    | Algérie               | 2 h 15 min 20 s       | Brigitte Breut           | France               | 2 h 43 min 12 s      |
| 1990  |                        |                       |                       |                          |                      |                      |
| 1991  |                        |                       |                       |                          |                      |                      |
| 2003  | Patrick Chumba         | Kenya                 | 2 h 12 min 06 s       | Tatiana Hladyr           | Ukraine              | 2 h 37 min 52 s      |
| 2009  | Benoît Zwierzchiewski  | France                | 2 h 25 min 57 s       | Aude Kienzler            | France               | 3 h 10 min 37 s      |
| 2010  | Kabirou Dan-Mallam     | Niger                 | 2 h 35 min 37 s       | Doris Brettmann          | Allemagne            | 3 h 15 min 39 s      |
| 2011  | Benoît Zwierzchiewski  | France                | 2 h 19 min 39 s       | Leopoldina Silveira      | France               | 2 h 54 min 27 s      |
| 2012  | Morkama Desto-Beriso   | Éthiopie              | 2 h 15 min 10 s       | Alice Olivier            | France               | 3 h 11 min 14 s      |
| 2013  | Martin Kiprugut-Kosgei | Kenya                 | 2 h 19 min 21 s       | Elaine Coburn            | France               | 3 h 02 min 39 s      |
| 2014  | Bellor Miningwo Yator  | Qatar                 | 2 h 13 min 52 s       | Nehama Sitruk            | France               | 3 h 28 min 32 s      |
| 2015  | Stanley Bett           | Kenya                 | 2 h 16 min 14 s       | Pauline Purro            | Suisse               | 3 h 18 min 55 s      |
| 2016  | Laurent Rachard        | France                | 2 h 51 min 29 s       | Viola Veronique Walther  | Allemagne            | 3 h 17 min 24 s      |
| 2017  | James Emuria           | Kenya                 | 2 h 24 min 21 s       | Aline Camboulives        | France               | 2 h 50 min 36 s      |
| 2018  | Alaa Hrioued           | Maroc                 | 2 h 21 min 06 s       | Aline Camboulives        | France               | 2 h 45 min 11 s      |
| 2019  | Mohamed Hajjy          | Italie                | 2 h 21 min 20 s       | Paula Serrano Chinchilla | Espagne              | 3 h 13 min 27 s      |